# Coves del Fem
Les Coves del Fem és un abric situat al terme d'Ulldemolins, a la comarca del Priorat, Tarragona, a la vora del riu Montsant. En el seu interior, s'hi recupera una gran quantitat de material arqueològic que data l’abric amb cronologies que inclouen la transició entre els últims caçadors-recol·lectors mesolítics i els primers pagesos del Neolític antic.

## Descoberta
El jaciment va ser descobert al 1997 de manera casual per Marc Boada, quan feia una excursió per la zona. Al trobar la cova, hi va reconèixer una gran quantitat de material arqueològic en superfície. L'any 2000, membres de l'equip d'investigació creat al voltant del jaciment neolític de la Draga van visitar la cova per primera vegada acompanyats per Boada, i van constatar la gran dispersió de material en superfície i la seva probable adscripció neolítica.

## Intervencions
Fins ara s'han portat a terme diverses intervencions arqueològiques a les Coves del Fem.
La primera intervenció es dur a terme l’any 2013, que va consistir en la recollida de materials superficials, en el buidatge i garbellat dels sediments remenats per l'activitat clandestina a l'abric, i en la realització de diversos talls estratigràfics sobre les seccions dels dipòsits afectats. Posteriorment i després dels resultats obtinguts en aquesta primera intervenció, es va veure la necessitat de realitzar un mostreig més sistemàtic en estrats encara poc documentats i fer sondejos en altres sectors per contrastar les hipòtesis estratigràfiques i cronològiques plantejades.
Ja que exclusivament es van trobar materials neolítics i, que les datacions obtingudes eren atribuïbles a la transició entre els últims caçadors recol·lectors mesolítics i els primers pagesos del Neolític antic, es va decidir incloure el jaciment de les Coves del Fem a un nou projecte arqueològic dins de la convocatòria de projectes quadriennals de recerca arqueològica i paleontològica del Departament de Cultura de la Generalitat de Catalunya 2014-2017: "La Draga en el procés de neolitització del nord-est peninsular", finançat per la Generalitat de Catalunya, amb la participació de la UAB i el CSIC-IMF, que estudien les dinàmiques de poblacions al nord-est peninsular de les ocupacions entre el epipaleolític i el Neolític antic.

## Cronologia
Les cronologies del jaciment ronden entre l'any 6000/5500 a.n.e. fins a la segona meitat del V mil·lenni cal a.n.e. Les datacions per C¹⁴ mostren una seqüència d’ocupació de quasi 1400 anys, des del 6065-5988 cal a.n.e. fins al 4699-4545 cal. a.n.e.
L'estudi d’aquest abric es podria relacionar amb altres jaciments, com per exemple la Draga, per tal d’establir semblances i diferencies en les cronologies prehistòriques del nord-est peninsular, aleshores, les Coves del Fem, amb la seva bona estratigrafia i conservació de les restes, es converteix en un element clau en l'estudi de la Catalunya prehistòrica.
La incorporació d'aquest jaciment en el projecte d'investigació articulat al voltant del jaciment de la Draga es justificava pel fet que el seu estudi permet explorar una dinàmica de població diferent a l'observada en les àrees més septentrionals del nord-est peninsular, on no es troben evidencies d'ocupacions mesolítiques en els moments previs a l'arribada dels grups neolítics. El Montsant és una àrea menys coneguda pel que fa a les ocupacions del Neolític antic. Mentre que les ocupacions de l'Epipaleolític microlaminar i del Mesolític d'osques i denticulats estan documentades a la conca mitjana del Montsant, es coneix poc sobre la implantació de les primeres comunitats agrícoles. Malgrat això, al veí abric del Filador (Margalef de Montsant), es documenta un nivell amb ceràmiques llises que s'interpreten coma similars a les que acompanyen les ceràmiques cardials d'àrees pròximes.

## El jaciment
L'abric esta orientat al nord-oest i se situa a 10 m sobre la llera actual del riu Montsant. Aquest s'hauria format per l'acció erosiva del riu sobre els conglomerats, que alhora ha dipositat sediments en la cavitat, preservats per la caiguda de grans blocs de conglomerat del sostre.
L’abric conté unes dimensions, mesurades en el nivell superior superficial, de 32 x 8 m amb aproximadament 256 m² de superfície amb sediment, que correspondria a l'estrat superior on hi destaca la presència d’una capa d’excrements d’ovicaprid a causa de l'estabulació moderna en l’abric. Els nivells superiors corresponen a una àmplia estratigrafia del neolític antic cardial fins al Neolític epicardial, seguits de nivells cardials amb estructures de combustió que es sobreposen a nivells mesolítics, sent aquest l’últim nivell, més estèril que la resta.
S'han documentat diverses estructures, tant de combustió com d'emmagatzematge, amb una molt bona conservació de l'estratigrafia tot i haver patit riuades i espolis. També conserva molt bé les restes botàniques i conté una gran quantitat de restes d’indústria lítica, sent un jaciment de gran interès per l’arqueobotànica i l'estudi dels elements lítics. Les restes de fauna també són abundants i s'han recuperat macrolítics relacionats amb el processament de colorants (ocre) o amb traces d’art paleolític (plaqueta grabada).
La zona és un important aflorament de sílex que va captar l’atenció a la indústria d’armament del s. XIX, on l'equip ha realitzat una sèrie de sondejos a l’anomenat Pla de la Guitarra, una camp a la vora del riu Montsant tocant al municipi d’Ulldemolins. Hi ha presència de talla de sílex per realitzar pedres de fusell i, la finalitat dels sondejos, també consisteix en detectar alguna ocupació prehistòrica.